# Talfest
Das Talfest (auch „Schönes Fest vom Wüstental“ und „Ruderfahrt des Westens“ genannt) zählte im Alten Ägypten zu den thebanischen Himmelsfesten und fiel jährlich in die altägyptische Jahreszeit Schemu. Bei der erstmaligen Begehung unter Mentuhotep II. wurde das Talfest während der sich dem Ende zuneigenden Nilschwemme im September gefeiert. Als Nekropolenfest stand es in direkter Verbindung mit dem Totenkult. Im Neuen Reich wurde das Talfest in Anspielung auf die Göttinnen Hathor, Sachmet und Bastet auch als „Fest der Trunkenheit“ verstanden, da in Esna zeitgleich das Fest „Besänftigen der Sachmet“ stattfand. Die thebanische Bevölkerung nahm nicht direkt am Prozessionszug sowie der Barkenüberfahrt des Amun teil, sondern beging in Gleichsetzung den „Tag des Rauschtrunks“ als „Fest im Grabe“.
Abläufe des Talfestes, wie sie von der Bevölkerung begangen wurden, sind erstmals mit Beginn der 18. Dynastie belegt. Abbildungen der Opferrituale und der Prozession tauchen dagegen nur in den Tempeln der Könige auf, da jene heiligen Handlungen für den „einfachen Ägypter“ nicht zugänglich waren. Das Bildprogramm der königlichen Tempel und der Gräber ergänzte sich und umfasste somit die gesamten Rahmenhandlungen des Talfestes. Die Grabmalereien konzentrierten sich daher einerseits auf die heilige Amun-Barke, die bei Ankunft in Theben jeweils in den Totentempeln der verstorbenen Könige Station machte, um schließlich in das Sanktuar des amtierenden Herrschers gebracht zu werden und andererseits auf die Festriten des Grabinhabers.
In die Prozessionen war zur Zeit Hatschepsuts das Fest „Zug nach Chemmis“ integriert, um die jährliche Wiedergeburt des Königs als Horus zu zelebrieren. Insofern bestand das Talfest aus mehreren Kleinfesten, die nach und nach den Festkalender ergänzten.

## Geschichte des Talfestes
Anlass und Inhalt der Talfestfeierlichkeiten veränderten sich im Verlauf der ägyptischen Geschichte umfassend. In der frühen 18. Dynastie standen zunächst alte Traditionen im Vordergrund, wie beispielsweise Weihegaben während ritueller Opferhandlungen, Verklärungen beim Festmahl und Besuche der Tempelwachen sowie von Haremsdamen der Göttin Hathor. Im weiteren Verlauf erhielten verschiedene Bevölkerungsschichten die Möglichkeit, die Reise in das Land der Toten anzutreten. Die einstige Vereinigung des Amun und der Hathor, die den Charakter eines Wiedergeburtfestes innehatte, verband sich mit den Neuerungen, ohne dabei alte Riten zu verändern. Lediglich die Abfolge der Rahmenhandlungen wurde spätestens ab der mittleren 18. Dynastie umgestellt und den neuen Bedürfnissen angepasst.
Erst nachdem große Teile der Bevölkerung am Festgeschehen teilnehmen konnte, wandelte sich das Talfest in ein Jubelfest, zu dem die Priesterschaft mit Blumen die Besucher der Gräber willkommen hieß. Die Huldigung der Gottheit Amun-Re und die begleitenden Zeremonien des Tanzes wurden durch rauschartige Trinkgelage ergänzt. Nach der Amarna-Zeit lebte in der 19. Dynastie der „alte Geist des Talfestes“ nochmals auf. Der kulturelle Niedergang der 20. Dynastie ersetzte die fröhlichen Aktivitäten durch traurige Riten. Bildliche Darstellungen der früheren Sorglosigkeit reduzierten sich von diesem Zeitpunkt an, um später vollständig zu verschwinden.

### Ursprung

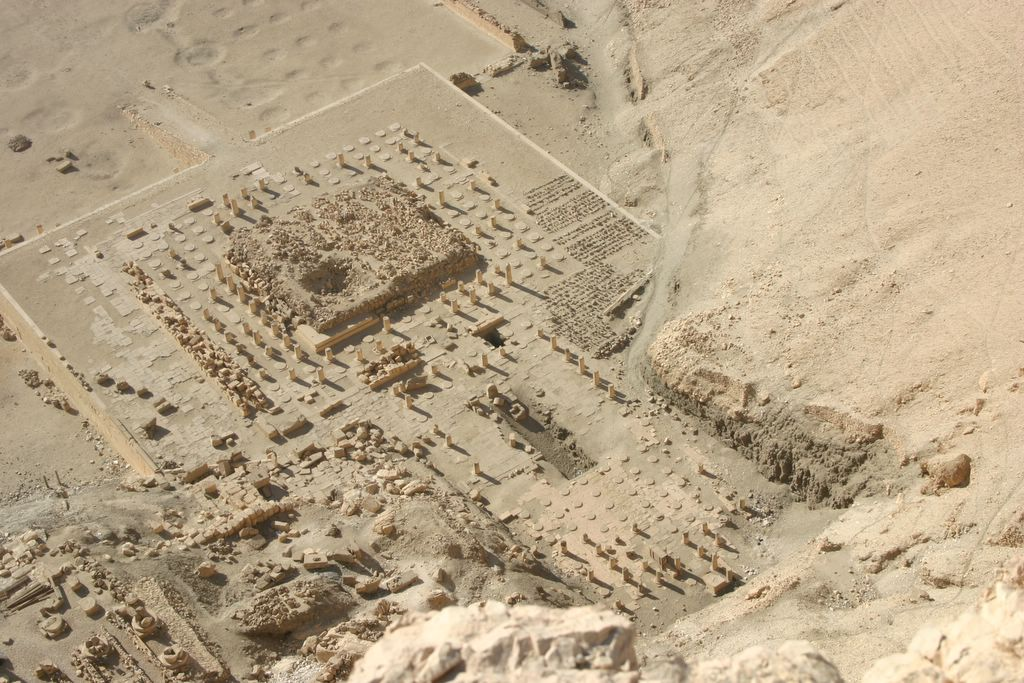
Totentempel des Mentuhotep II.

In den Festlisten des Alten Reichs ist das Talfest noch unbekannt. Nach dem Zerfall des ägyptischen Reichs am Ende des Alten Reiches wählten die Könige der neunten und zehnten Dynastie Herakleopolis Magna als ihre Residenz, die später von Mentuhotep II. erobert wurde. In diesen Zeitraum fällt die erste geschichtliche Erwähnung des Amun-Tempels in Karnak. Unter Mentuhotep II. konnte die Reichseinigung nur durch Berücksichtigung der Königs- und Horusideologie des Alten Reiches vollzogen werden, die auch in den verwendeten Bauelementen des Totentempel des Mentuhotep II. seit Reichseinigung sichtbar wird.
Das Tal des Mentuhotep II. stand im Zeichen der Hathor, die als Himmelsgöttin und Mutter des Horus in einer Kapelle oberhalb des Totentempels in ihren Erscheinungsformen als heilige Kuh sowie als Herrin des Papyrusdickichts verehrt wurde. Das Talfest ist erstmals auf einem Fels-Graffito für Neb-hepet-Re (Mentuhotep II.) erwähnt, das oberhalb seines Totentempels von einem Priester dort angebracht wurde:

„(Erster Monat der Jahreszeit Schemu, der Neumond bringt es): Der Priester Neferibed: Amun preisen, dem Götterherrn die Erde küssen, an seinen ersten Festen der Jahreszeit Schemu, wenn er am Tage der Fahrt zum Tale Neb-hepet-Res aufleuchet, seitens des Amunpriesters Neferibed.“

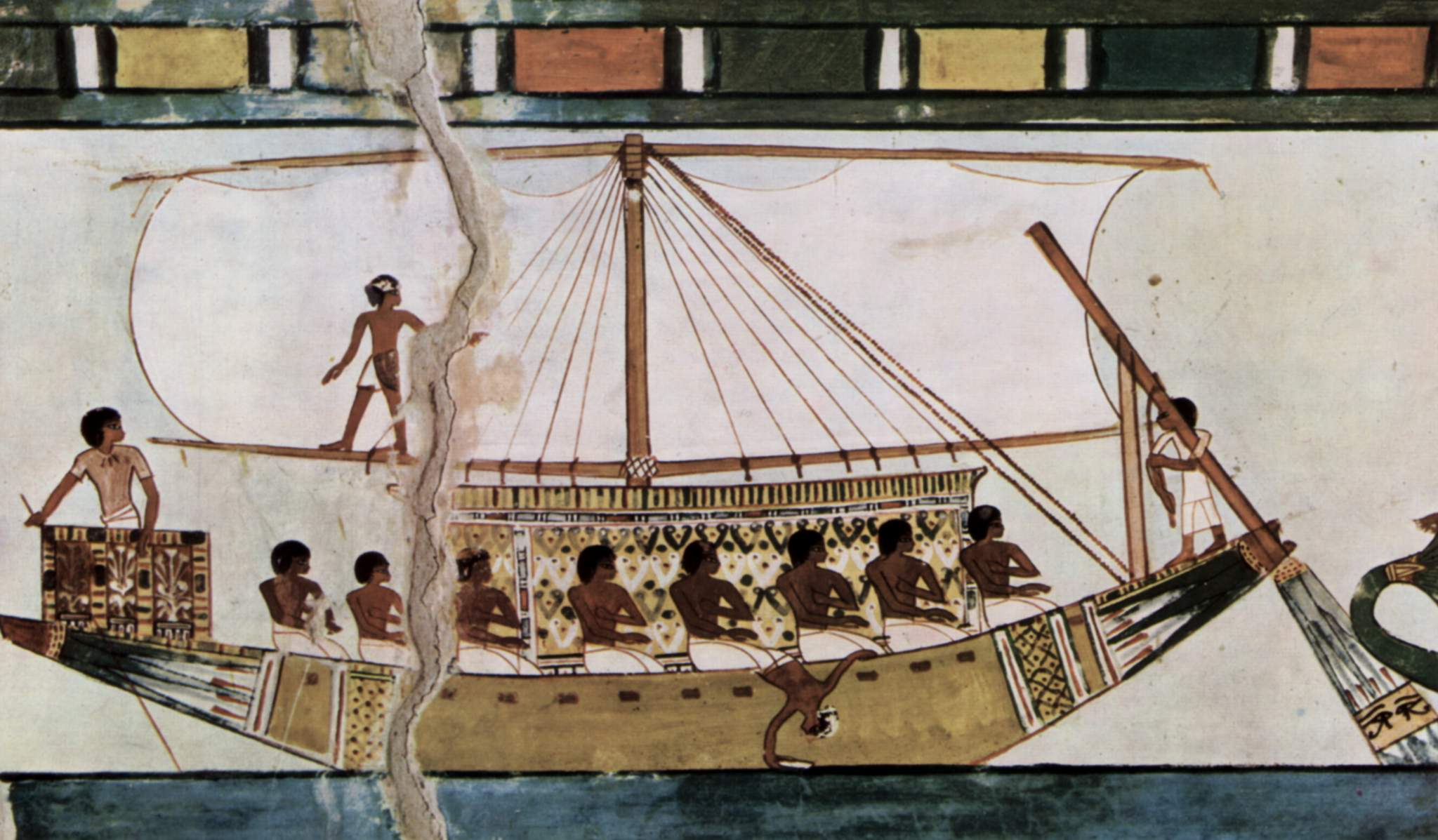
Heckruder eines ägyptischen Nilschiffs. Szene aus der Grabkammer des Menna (um 1422–1411 v. Chr.).

Spätere Grundsteintäfelchen nennen die Namen von Mentuhotep II. und Hathor. Die Prozession des damaligen Talfestes konnte auf das letzte Drittel der Regierungszeit von Mentuhotep II. datiert werden. Mit Beginn der Feierlichkeiten transportierte die Priesterschaft eine Statue von Amun-Re vom Karnaktempel zur königlich-göttlichen Barke, um in das Tal des Mentuhotep II. zu gelangen. Auf einem Grabstein des Mittleren Reiches ist die Inschrift eines Priesters aus el-Qurna zum Namen des Talfestes erhalten geblieben: „Mögest du Opferbrote des Amun empfangen an seinem schönen Fest der Ruderfahrt“.
Ähnliche Redewendungen wurden später im Neuen Reich gebraucht. So auch auf einem Denkstein des Amenophis III.: „Sein Vater Amun, der die Ruderfahrt in das Tal unternimmt, um die Götter des Westens zu sehen.“ Aus weiteren unterschiedlichen Benennungen des Talfestes als „Kommen des Gottes Amun aus Karnak“ oder „sein schönes Fest vom Wüstental“ wird ersichtlich, dass sich der Name des Talfestes vom Ziel der Reise Amuns ableitete. Wahrscheinlich veranlasste der besondere Hathorkult im Tal des Mentuhotep II. die Königin Hatschepsut, ihren Totentempel ebenfalls dort erbauen zu lassen.

### Neues Reich

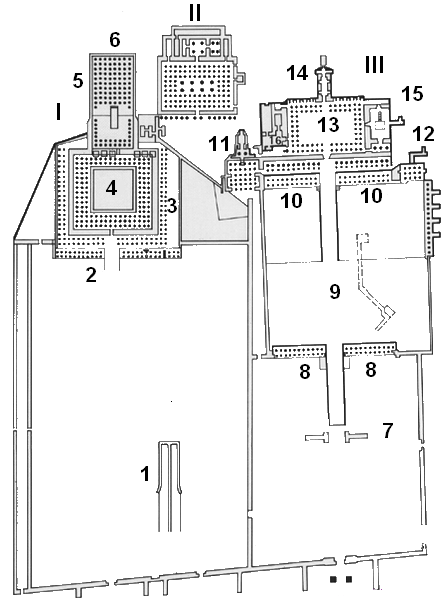
Karte von Deir el-Bahari
III) Tempel der Hatschepsut
Talfestzug:
7) Hof
14) Amuntrakt
Chemmiszug
7) Hof
11) Hathor-Schrein

Ab der 18. Dynastie änderte sich mit Amun-Re in seiner Sonderform als „Götterkönig“ der Termin des Festes, das die Ägypter nun im zweiten Schemu-Monat unter der Bezeichnung „Schönes Fest des Tales von Amun-Re“ feierten und auf zwei Tage erweiterten. Um 1500 v. Chr. fiel der Beginn des Talfestes wegen Abhängigkeit vom Neumond in die Zeit zwischen Mitte Mai und Mitte Juni. Die Fahrt des Amun galt der „Göttin Harthor, die Amun auf der Westseite Thebens besuchte, um die Nacht bei ihr zu verweilen“. Die Barkenüberfahrt von Amun fand deshalb bis zur 19. Dynastie traditionsgemäß noch ohne Begleitung anderer Götter statt.
Den symbolischen „Zug nach Chemmis“ verband Hatschepsut mit den Feierlichkeiten des Talfestes. Nach ihrer rituell vollzogenen „Geburt“ zog der Prozessionszug zum Totentempel der Hatschepsut. Dort vereinigte sich Hatschepsut mit dem Kultbild im Hathor-Schrein, um später zur Hathor erhoben zu werden. Da sie als Königin nicht der „Horusknabe“ sein konnte, bezeichnete sich Hatschepsut wahrscheinlich aus diesem Grund als „(weibliches) Kind der Hathor“.
Das „Talfest“ gehörte zu den kalendarisch festgelegten „Erneuerungsfesten“, die für die jeweiligen Könige ausgerichtet wurden, um die Funktion des Königs als Stellvertreter der Gottheit „Amun-Re“ zu bestätigen. Im Rahmen der Feierlichkeiten des Talfestes fand eine Prozessionsfahrt nach Deir el-Bahari statt. Thutmosis III. verlegte das Fest während seiner Regierungsdauer in seinen Totentempel, der zwischen den Anlagen von Mentuhotep II. und Hatschepsut lag.
Nach seinem Tod wurden die Feierlichkeiten zumeist im Bereich des Totentempels von Hatschepsut ausgerichtet. Mit Beginn der Thronbesteigung durch Amenophis IV. wurden die Feierlichkeiten während seiner Regierungszeit bis zum Nachfolger Tutanchamun ausgesetzt. Aus den Grabinschriften des Neferhotep geht hervor, dass spätestens unter Eje II. zwischenzeitlich erneut der Totentempel des Thutmosis III. Mittelpunkt der Prozessionen war.
Im Grab des Nacht, einem Beamten der 18. Dynastie, sind die privaten Festlichkeiten im Rahmen des Festes in eindrucksvoller Weise wiedergegeben und bis heute erhalten worden.

### Talfestdaten
Die Abhängigkeit des Talfestes vom Sothis-Mondkalender konnte zu Überschneidungen mit jenen Hauptfestterminen führen, die mit einem festen Datum an den Verwaltungskalender gekoppelt waren. Durch die seit dem Neuen Reich verfügte Datumsverlegung fiel der frühestmögliche Talfesttermin im Verwaltungskalender auf den 26. Schemu I (26. Pachon); der letztmögliche Beginn auf den 26. Schemu II (26. Payni). Bei Terminüberschneidungen wurde das jeweils jüngere Fest auf einen anderen Termin verschoben. Ramses III. vermerkte in seinem Festkalender zwei reservierte Feiertage für das Talfest:

„Was an Amun-Re, den König der Götter, als Festleistung für sein Fest des Tales geopfert wird, das in den zweiten Monat der Jahreszeit Schemu fällt. Der Neumondtag bringt es. An diesem und am nächsten Tag (nach Neumond) ruht dieser herrliche Gott im Haus der Millionen von Jahren des Königs Ramses III. im Bezirk von Amun.“

In der nachfolgenden Tabelle sind die Daten aufgeführt, die auf Papyri erhalten sind und den jeweiligen Königen zugewiesen werden konnten. Auffällig ist der Vermerk von Tausret: 28. Schemu II, als Amun-Re ruhte im Totentempel der Sat-Ra-meri(t)-en-Amun, König von Ober- und Unterägypten, im Tempel des Amun im Westen von Theben. Da der 28. Schemu II unmöglich den normalen Beginn des Talfestes markieren konnte, musste es sich entweder um einen dritten Feiertag oder um einen verschobenen Termin des Talfestes handeln. Unklar bleibt auch der genaue Aufenthaltsort des Amun-Re, da der Totentempel von Tausret in Theben-West zwischen den Anlagen von Thutmosis IV. und Merenptah aufgrund der kurzen Regierungsdauer nicht vollendet werden konnte.
| Talfest      |                     |                |                       |                              |
| König        | Quelle              | Ägyp. Kalender | Datum                 | Anmerkungen                  |
| Ramses II.   | Graffito DB 32      | 20. Schemu II  | 8. April 1268 v. Chr. | Regierungsjahr 12            |
| Tausret      | Graffito DB 3       | 26. Schemu II  | 27. März 1191 v. Chr. | Regierungsjahr 7             |
| 19. Dynastie | Ostraca Cairo 25538 | 23. Schemu II  | ?                     | Rückkehr Amuns 25. Schemu II |

## Festcharakter bis zur Amarnazeit

### „Schönes Fest des Tales von Amun-Re“

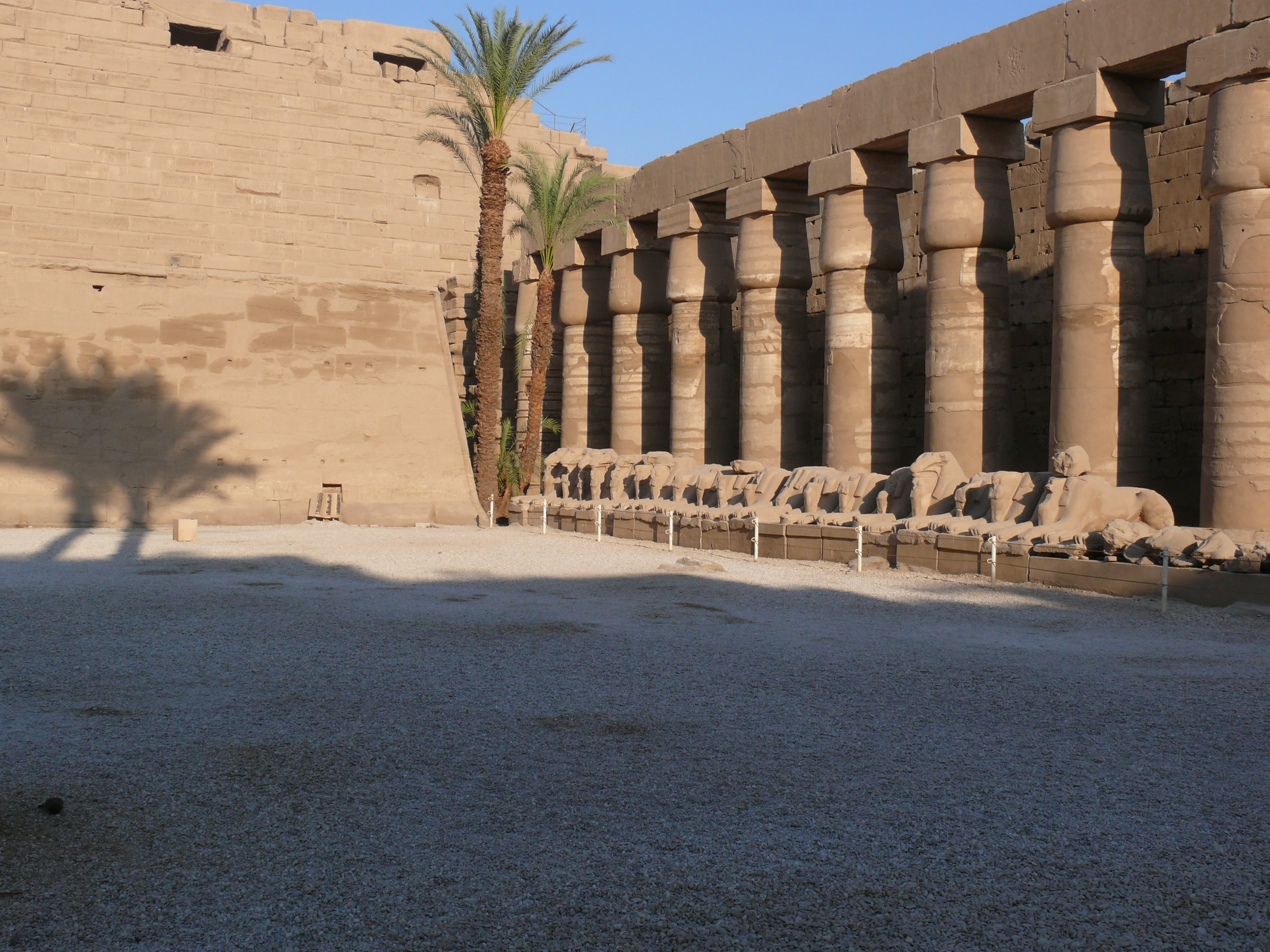
Tempel des Amun-Re in Karnak

Die Feierlichkeiten zum „Schönen Fest des Tales von Amun-Re“ stellten neben dem im Neuen Reich eingeführten Opet-Fest ein besonderes Ereignis des Jahres dar, dessen Prozession mit Teilnehmern aus der Familie des Königs, der Priester- und Beamtenschaft ein eindrucksvolles Schauspiel abgegeben haben muss und vor allem auf die Zeitgenossen sehr nachhaltig wirkte.
Priester in ihren weißen Gewändern trugen auf Tragstangen eine Barke mit der Statue des Amun, die in einem geschlossenen Schrein aus Holz auf einem Sockel stand, vom Karnak-Tempel im Prozessionszug; für das Ziehen über Wüstensand zog die Priesterschaft die Barke mit dem Rumpf auf einem Schlitten vertäut. Der mit Galaschurz und Doppelkrone besonders festlich bekleidete König leitete den Festzug und begleitete den Reichsgott Amun bei seiner alljährlichen Fahrt mit den Statuen der verstorbenen Könige. Auf dem Weg zum Nilufer standen die göttlichen Stationstempel, in die für den Totenkult der Könige Stätten für deren Verehrung eingebaut waren. Nur während der Talfestfeierlichkeiten kehrte Amun an „seinem Festtag in der Totenstadt“ in jene innersten Räume der Stationstempel ein.

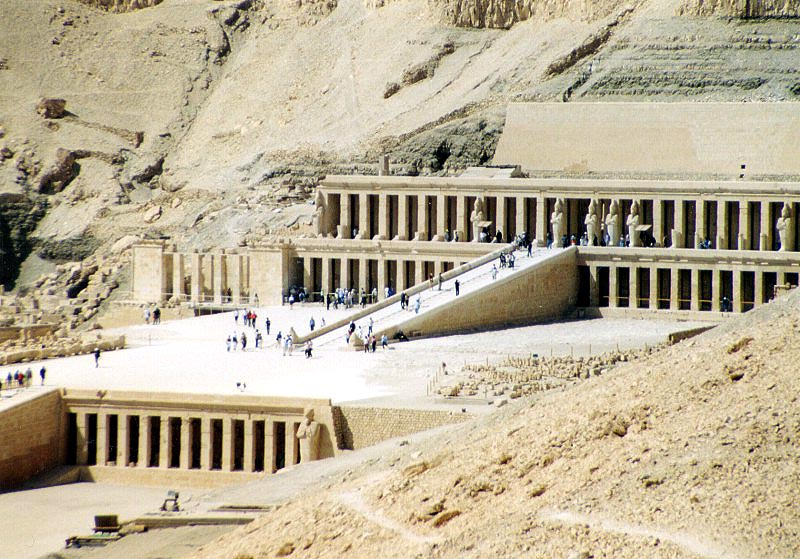
Tempel der Hatschepsut

Nach Abschluss dieser Besuche gelangte der Prozessionszug zur Landestelle am Nil, wo die Amun-Statue auf die göttliche „Barke Userhat Amun“  verladen wurde. Im Schlepptau des Königsschiffes startete die Userhat Amun zum Westufer, umgeben von einem aus mehreren Booten bestehenden Geleitzug. Mit Beginn der 19. Dynastie tauchen erstmals Abbildungen der Überfahrt nach Westtheben in den Gräbern auf. Die begleitenden Barken der Gottheiten Mut, Chons und Amaunet sind ebenfalls erst ab der 19. Dynastie bezeugt. Auf Kanälen erreichte der Festzug schließlich die am Wüstenrand gelegene Landestelle, die sich in unmittelbarer Nähe eines königlichen Totentempels befand. Erhalten sind keine dieser Prunkbarken, doch sind sie aus Darstellungen bekannt. Sie waren aus edlem Holz gefertigt und mit Gold und Silber verziert. Nachdem die Amun-Statue wieder von der Barke auf die Tragstangen umgeladen war, transportierte die Priesterschaft das Gottesbild zum Abschluss feierlich in den Tempel.

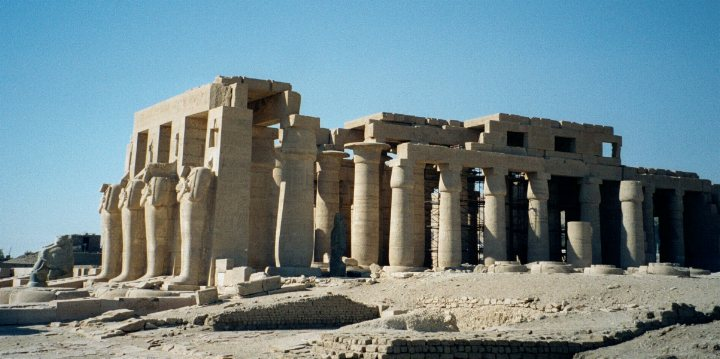
Das Ramesseum

Aus dem Festkalender von Medinet Habu ist bekannt, dass die Statue von Amun nur in den Nächten des zweitägigen Festes zwischen brennenden Fackeln im Allerheiligsten des königlichen Totentempels ruhte. Die Fackeln standen fest verankert in vier künstlichen Steinteichen. Nach der Nachtwache löschte die Priesterschaft die Fackeln rituell mit frisch gemolkener Milch. Von dort führte der erste Weg in einer feierlichen Prozession in den Talkessel von Deir el-Bahari zu jenen königlichen Totentempeln, für die noch ein Kult vollzogen wurde. Dort brachte der König mit der Priesterschaft den verstorbenen Königen, Königinnen, Königsmüttern, hohen Tempelbediensteten und den Totengeistern des Friedhofs Festopfer dar.
Zur Zeit von Ramses II. kehrte der Prozessionszug im Ramesseum ein. Hier wurden die Statuen ins Allerheiligste des Tempels gebracht. Auch die Schutzgötter der Toten, ganz besonders der vergöttlichte König Amenhotep I. wurden hier angebetet. Er war der Gott der Nekropolenarbeiter, die auf der Westseite in Deir el-Medina lebten. Nach der Vorstellung der Ägypter kamen nicht nur die Lebenden, selbst die Toten sollen zum Fest herbeigeeilt sein, um Amun-Re zu sehen. Geopfert wurden Tiere, Weihrauch, Myrrhe und riesige Sträuße aus Lotosblumen, Papyrus und anderen Blumen.

### „Fest im Grabe“ als Tanz- und Trinkfest

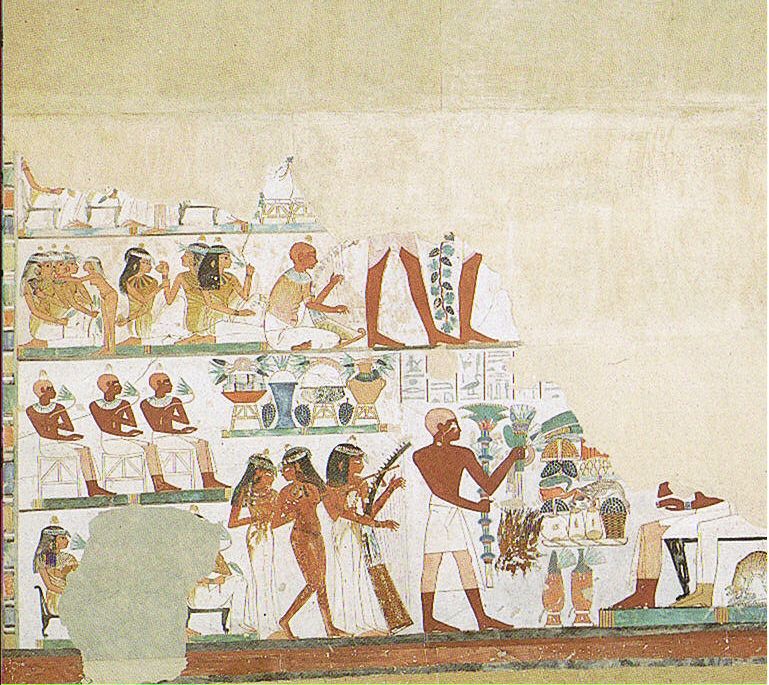
„Fest im Grabe“ (Grab des Nacht)

Das „Fest im Grabe“ stellte eine Ergänzung der Talfestfeierlichkeiten dar, hatte aber keinen direkten Bezug zum Talfest selbst. Die nur während der 18. Dynastie abgebildeten typischen Charakterzüge eines Tanz- und Trinkfestes entsprachen Bräuchen, die auch Bestandteil anderer Trunkenheitsfeste waren, beispielsweise dem Neujahrsfest. Das „Fest im Grabe“ begann am Morgen und dauerte die nachfolgende Nacht hindurch bis zum symbolischen Morgengruß an Amun bei Sonnenaufgang des nächsten Festtages. Es endete mit dem kurz danach beginnenden Aufbruch der Priesterschaften, die mit der Götterstatue Amuns in den Karnaktempel zurückkehrten.
Mit Beginn der offiziellen Feierlichkeiten standen alle Menschen, die Verwandte in Westtheben bestattet hatten, bereits an den Gräbern ihrer Vorfahren, um dort zu opfern und zu feiern. Auf den Berghängen nahm die Bevölkerung aber nur eine beobachtende Position der rituellen Talfestfeier ein, was auch erklärt, warum Bilder von Tempelriten und dem Prozessionszug in den Grabdarstellungen fehlen. Nach der Barkenfahrt des Amun stiegen Priesterabordnungen den Berghang hinauf, begleitet von den Chören, die vorher Amuns Überqueren des Nils besungen hatten. Gemeinsam zogen sie durch die Gräberstadt und begrüßten die dort Anwesenden und überreichten Blumensträuße als Zeichen von Liebe, Dank und Gunst der Gottheit Amun.
Die großen, zum Teil mannshohen, Blumensträuße waren schon während der Prozession ein Blickfang. Sie galten als Inbegriff des Lebens, das auf diese Weise in die Totenstadt getragen wurde. Unterdessen hatten die Grabinhaber ihre Diener veranlasst, die Festgetränke zu brauen oder verschiedenste Weinmischungen herstellen zu lassen. Etwa zur gleichen Zeit trafen gemietete Musiker ein, die nun zum Tanz aufspielten. Die Festteilnehmer sahen diesen eintägigen Festakt als „etwas an, was man für die Gottheit macht“. Gemeint war damit insbesondere Amun, wie einem Opfergebet zu entnehmen ist:

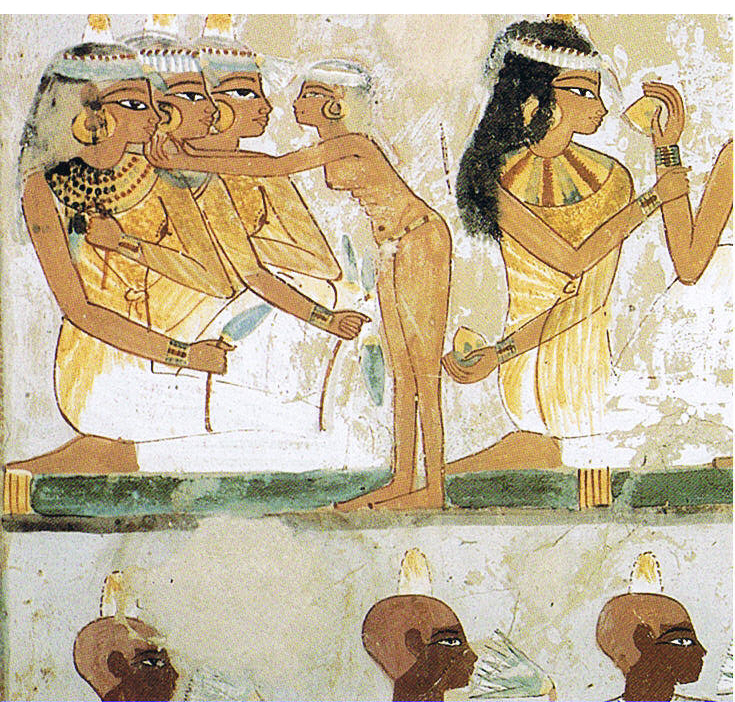
Eine Dienerin bedient feiernde Gäste (Grab des Nacht)

„Für ihn (Amun) braut man am Festtage und nächtigt wachend in der Schönheit der Nacht. Sein Name kreist auf den Dächern. Ihm gehört das Singen in der Nacht, wenn es dunkel ist.“

Die Feier zeigte deutliche Merkmale eines Trinkgelages. Die mit dem Fest verbundene Trunkenheit gehörte wie selbstverständlich dazu. Aus bereitgestellten Fässern füllten die Ägypter immer wieder den Wein in kleinere Krüge, aus denen in Becher und Schalen unentwegt eingegossen wurde. Die Gäste des Grabes sind auf Abbildungen entweder beim Schlürfen des Trunks oder in vollen Zügen trinkend zu sehen. Die ungehemmten Trinkfreuden endeten zumeist in der finalen alkoholisierten Bewusstlosigkeit, die ebenfalls Inhalt der Grabdarstellungen war.
Als mythologischer Hintergrund diente die Vorstellung, im Reich der Toten Lebensfreude und Genuss bis zur Grenze des Möglichen zu steigern. Ohne Lärm, Tanz und Ausgelassenheit war diese Form des Feierns nicht möglich. Das Leitmotiv lautete entsprechend: „Trinke und feiere den schönen Tag“. Ein typisches Beispiel der Trinkfreuden stellt der Spruch einer Tochter des Grabherrn auf einem Schrein dar, wobei die Ägypter das Grab am Tag des Talfestes als „Haus der Herzensfreude“ der Lebenden und Toten verstanden:

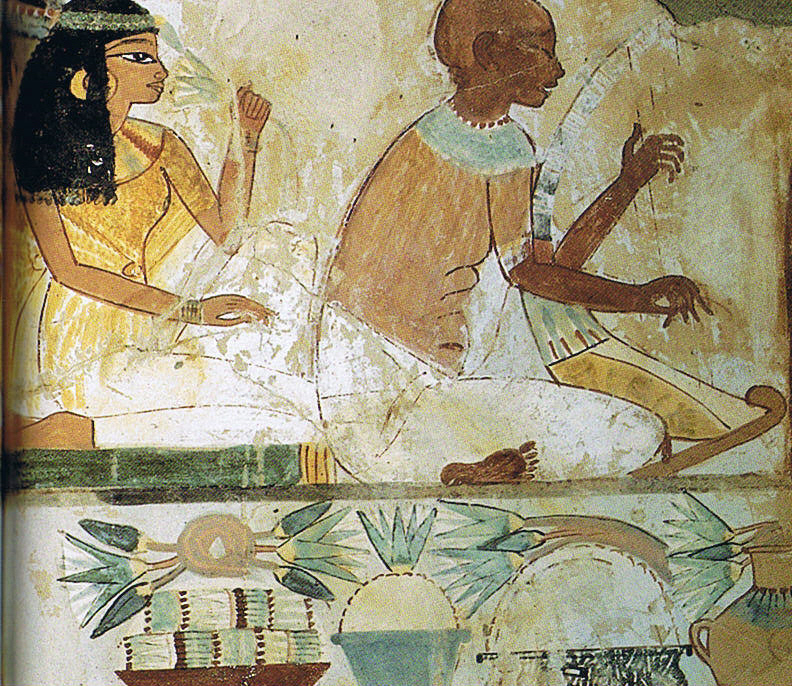
Ein musizierender Harfner während der Feier (Grab des Nacht)

„Deinem Ka, trinke den schönen Rauschtrunk, feiere einen schönen Tag mit dem, was dir dein Herr (Amun-Re) gegeben hat, der Gott, der dich liebt. Großer, der den Wein liebt, der für Myrrhen gelobt ist, du hörst nicht auf, dein Herz zu erfrischen in deinem schönen Haus.“

Der Festbestandteil der Trunkenheit ist hauptsächlich auf die Wesenszüge der Göttin Hathor zurückzuführen, da sie als „Herrin der Wüstenberge“ und „Herrin der Trunkenheit“ angesehen wurde. Im „Mythos von der Himmelskuh“ konnte die Vernichtung der Menschheit durch Hathor als Auge des Re nur durch die List „Besänftigung durch Verabreichung eines Mischtrunks“ verhindert werden. Für Theben wird ausdrücklich der Monat des Talfestes für diesen Anlass angegeben. Im Kalender des Eingangsbereiches vom Mut-Tempel in Karnak heißt es: „Man flutet für sie das rote Bier zu jener Zeit des Talfestes, […] um ihr Herz in ihrem Groll zu besänftigen“. Vermutlich wurden in den Tempeln ähnliche Riten vollzogen, um den Besuch des Amun bei Hathor und die Freuden des folgenden Trinkgelages zu feiern.

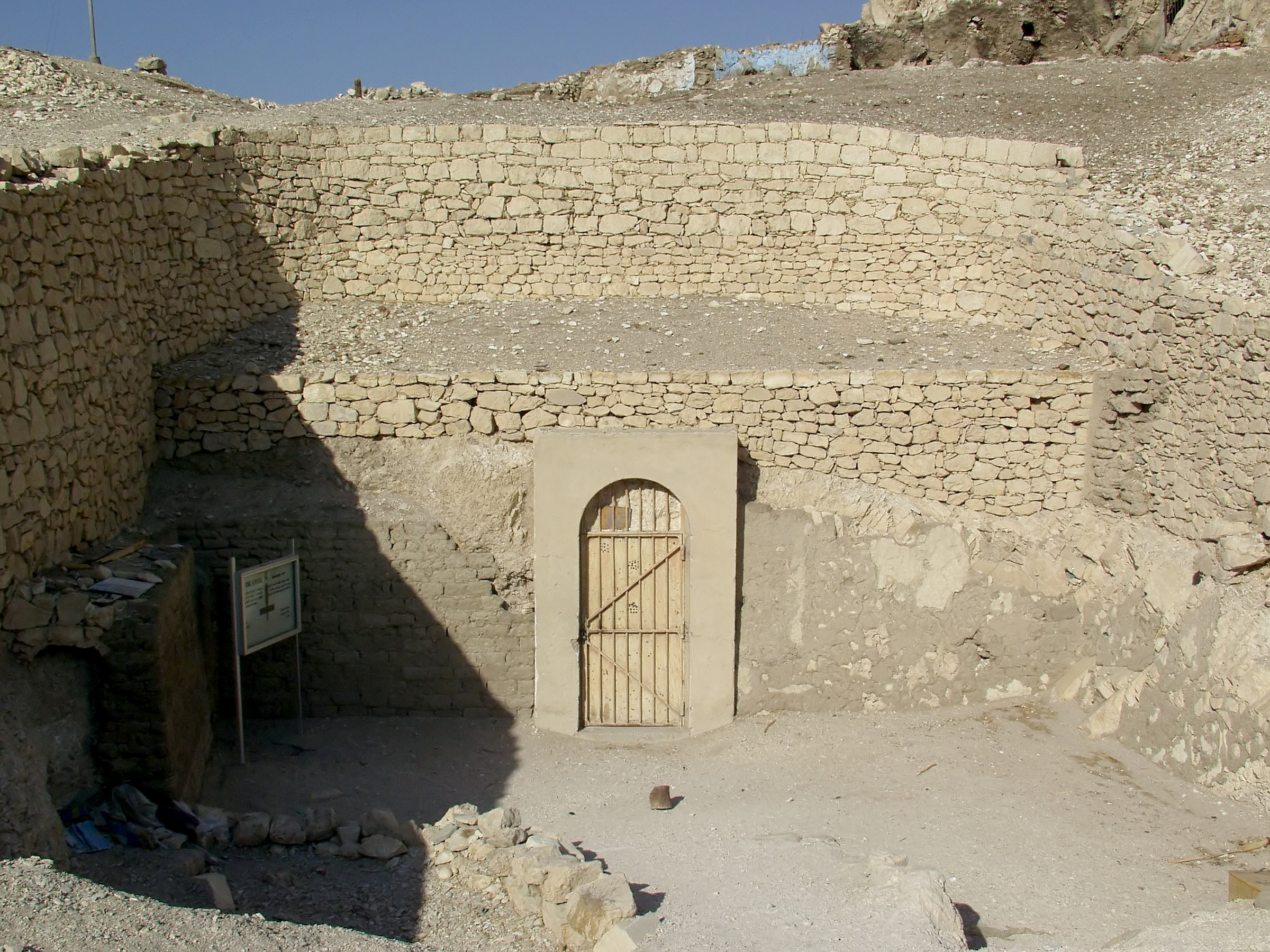
Eingang zum Grab des Menna

Aus dem Grab des Menna, das unter Thutmosis IV. in Scheich Abd el-Qurna angelegt wurde, ist für das Talfest ein Opfergebet an Amun-Re in einer Inschrift aus dem Eingangsbereich erhalten geblieben:

„Lass mich dich sehen an deinem schönen Fest, an deiner Ruderfahrt von Djeser-djeseru. Dein herrliches Licht auf meinen Leib. Dann preise ich dich, deine Schönheit vor meinem Angesicht. Mögest du mich in dem Hause (Grab), das ich mir baute, ruhen lassen durch die Gunst des guten Gottes (Thutmosis IV.); mögest du mich unter deinem Gefolge sein lassen, glücklich über das Brot, das du gibst, wie es den auf Erden Rechtschaffenen geschieht.“

### „Zug nach Chemmis“
In den Pyramidentexten wird Chemmis als der Geburtsort von Horus genannt. Unter Bezugnahme auf den verstorbenen König ist zu lesen: „Deine Mutter Isis hat dich in Chemmis geboren, du empfängst deine Hände, welche dem Nordwind gehören“. Weitere Berichte sind den Sargtexten zu entnehmen: „Oh ihr Menschen, sehet diesen König, den Sohn der Isis. Er wurde in Buto empfangen und in Chemmis geboren“. Den Hintergrund bildete die mythologische Vorstellung, dass sich der junge Horus am geheimen Ort Chemmis aufhielt, um verborgen vor Seth von Isis zum Mann heranzuwachsen.
Hatschepsut sieht sich als „Hathor-Kind“, das von Isis geschützt wurde: „Ich bin durch die Sümpfe gezogen und habe mich niedergelassen in Chemmis als Schutz.“ Über die von Hatschepsut vollzogene Kulthandlung ist zu lesen: „Hathor, sie hat die Geburt wiederholt. Man veranlasste (wohl der König), dass sich Hatschepsut in ihrem Totentempel niederließ“. Dort angekommen, wurde im Hathorschrein das Kultbild durch Opfer belebt. Hathor konnte so die Handlungen des Schützens und Säugens als Gottesmutter nach der Geburt des Horusknaben in Chemmis vollziehen. Insofern verbindet die Prozession des „Chemmiszuges“ die Geburt und die Chemmishandlungen.
Nach Hatschepsuts Ernennung wird der mythologische Begriff „Horus in Chemmis“ häufig in königlichen Inschriften als Rechtmäßigkeit des Regierungsanspruchs auf den „Horusthron der Lebenden“ verwendet: „Seine Majestät war noch ein Knabe wie der kindliche Horus in Chemmis, indem seine Schönheit war wie die dessen, der seinen Vater schützt“.

## Amarna und die Zeit danach

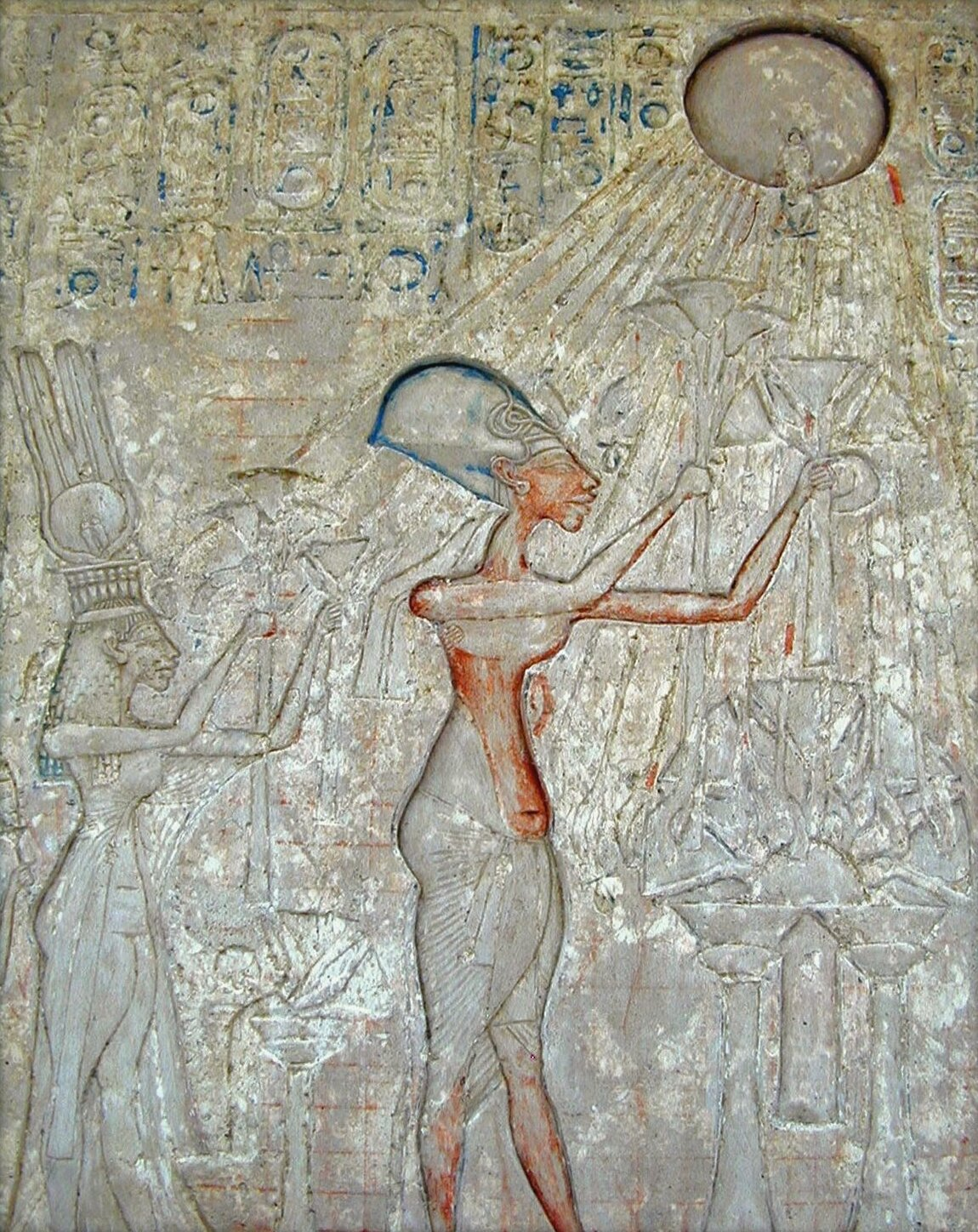
Aton als alleiniger Gott des Lebens

Unter Echnaton endeten durch Einführung seines Aton-Kultes die Feierlichkeiten des Talfestes bis zu seinem Tod. Die Amarna-Zeit hatte direkten Einfluss auf den späteren Festcharakter. Hervorzuheben ist jedoch der Hinweis, dass die Lehre des Echnaton keine ideologischen Änderungen für die Talfeste nach der Amarna-Zeit brachte, sondern nur auf das äußere Erscheinungsbild einwirkte.

### Amarna-Zeit
Durch die Erhebung von Aton zur einzigen lebensspendenden Gottheit fanden die Vorstellungen eines Weiterleben nach dem Tod in der Duat ein jähes Ende. Echnaton konnte in seiner Theologie keine Antwort darauf geben, was den Toten nach dem Ableben widerfährt. Dieser Bruch mit dem bisherigen Glauben stellte die Geburtsstunde der „neuen Harfnerlieder“ dar, die inhaltlich Rückgriff auf das Mittlere Reich nahmen und damals vereinzelte Gedanken über den Tod in einem neuen poetischen Rahmen ausschmückten.
Das Harfnerlied des Antef gilt als klassisches Vorbild für alle späteren Harfnerliedfassungen, die als Variationen dieses Liedes zentralen Eingang in den Totenglauben fanden. Das Harfnerlied des Antef stammt aus dem Amarnagrab des Pa-Atonemheb und nimmt Bezug auf den Sinn des Lebens:

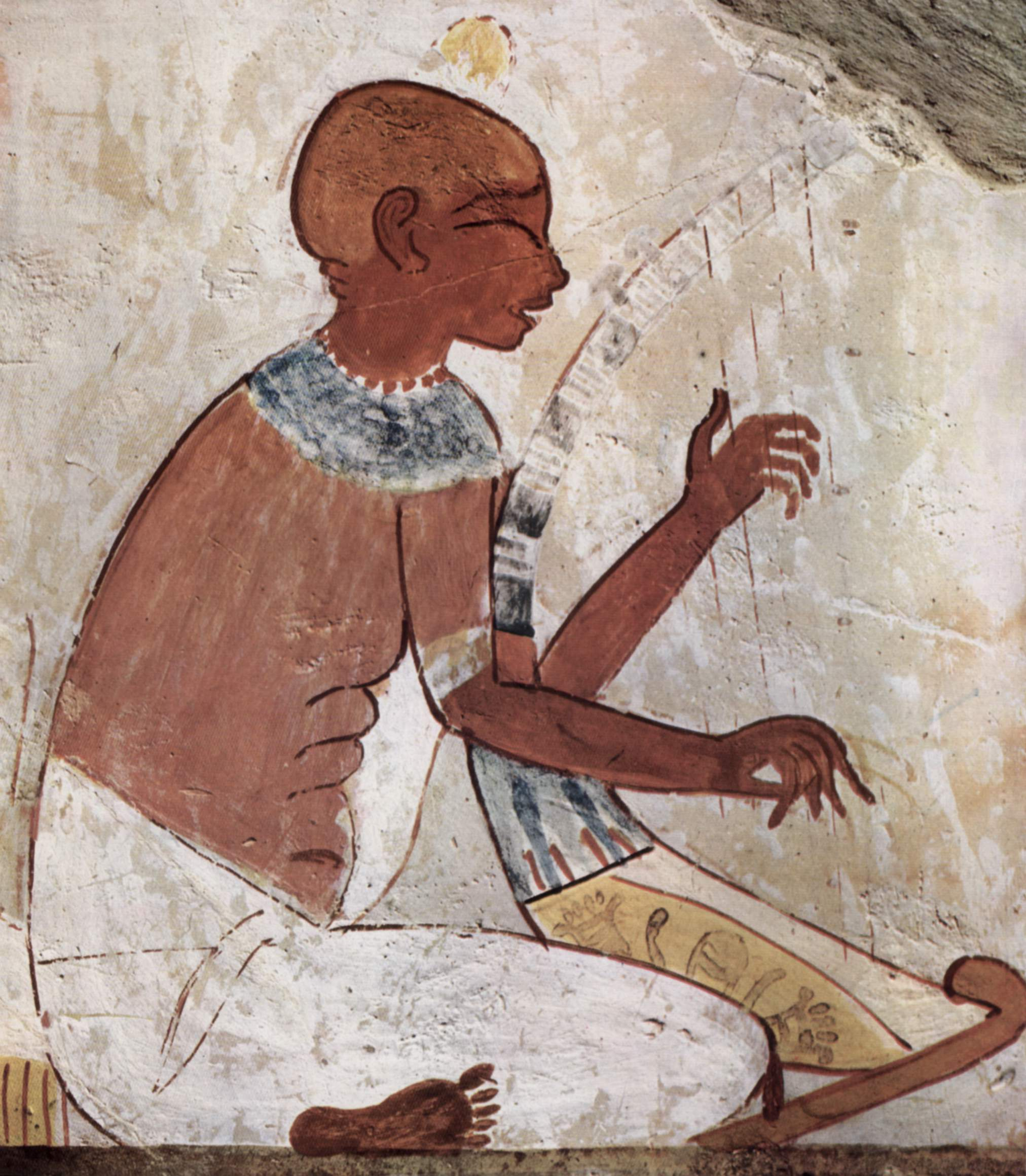
Blinder Harfner bei den Feierlichkeiten (im Grab des Nacht noch ohne Gesang)

„Die da Häuser bauten, ihre Stätte ist nicht mehr. Was ist mit ihnen geschehen? Ich habe die Worte des Imhotep und des Hordjedef gehört, deren Sprüche in aller Munde sind. Wo sind ihre Stätten? Ihre Mauern sind zerfallen, sie haben keinen Ort mehr, als wären sie nie gewesen. Keiner kommt von dort, von ihrem Ergehen zu berichten und unser Herz zu beruhigen. Du aber erfreu dein Herz. Gut ist es für dich, deinem Herzen zu folgen. Kleide dich in weißes Leinen und vermehre deine Schönheit, lass dein Herz dessen nicht müde werden. Kränke dein Herz nicht, bis jener Tag der Totenklage kommt. Feiere den schönen Tag, werde dessen nicht müde. Refrain: Bedenke, niemand nimmt mit sich, woran er gehangen; niemand kehrt wieder, der einmal gegangen.“

### Die Zeit nach Amarna
Unter Haremhab und den Königen der 19. Dynastie erfolgte die Renaissance des Talfestes. Auch wenn der Atonkult verschwand, so blieb doch seine Botschaft der Offenheit und das „Zeigen der Wirklichkeit“ im Gedächtnis der Ägypter. Vor Echnaton war es im Amun-Re-Kult üblich, sich über den Tod nur in persönlichen Zwiegesprächen Gedanken zu machen. Im Talfest bestimmte jedoch der Osirismythos die Inhalte. Die Amarna-Zeit bewirkte daher eine Umkehr der früheren Verhältnisse: Horus und Osiris traten thematisch in den Hintergrund, während Isis, Hathor und Nephthys als „klagende Mütter ob der Toten“ dem Talfest nun eine eher traurige Stimmung verliehen. Die ehemals gelebte „Sorglosigkeit des Horus“ wich der „Isisklage“.
In den Gräbern der Zeit nach Ramses IV. ist an den Darstellungen zu erkennen, dass sich der Charakter des Talfestes merklich änderte. Der Niedergang und das damit verbundene Chaos der auslaufenden 20. Dynastie sorgten für eine thematische Überbetonung der „Isisklage“. Die Ägypter glaubten, die frühere Stabilität ihres Landes mit besonderer Frömmigkeit wiederherstellen zu können. Statt Abbildungen des Lebens schmückten in der Folge nur noch Opferszenen, Verklärungen und Unterweltsbücher die Wände. Frühere Bilder von nackten Tänzerinnen wurden in älteren Gräbern zumeist übermalt oder unkenntlich gemacht. Der „Isisklage“ folgte nun die „Opferhaltung in der Hoffnung auf bessere Zeiten“.

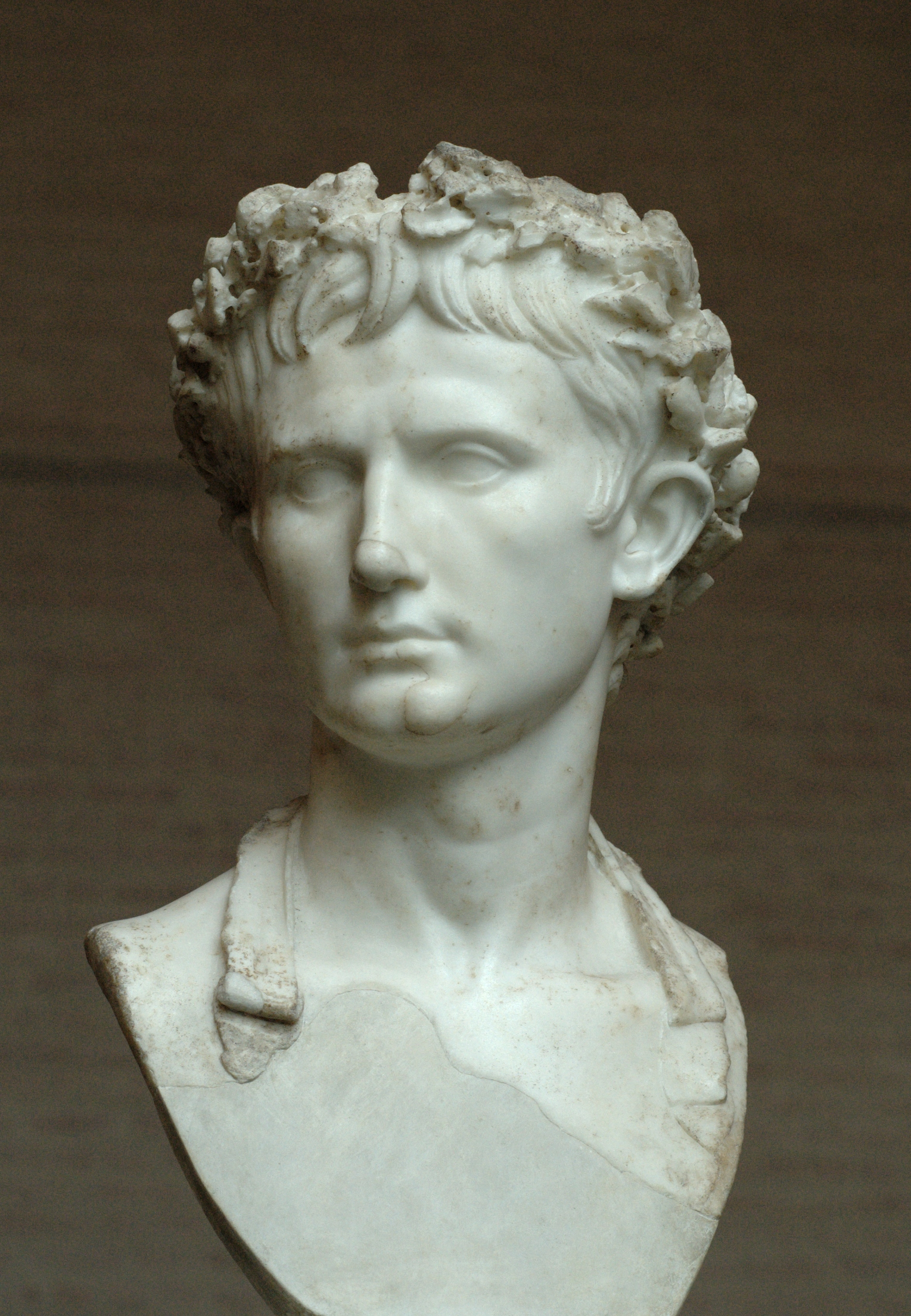
Augustus mit Bürgerkrone

Noch in der Regierungszeit des ersten römischen Kaisers Augustus (27 v. Chr.–14 n. Chr.) wurde das Talfest gefeiert. Augustus hatte am 2. September 31 v. Chr. die Streitkräfte von Marcus Antonius und Kleopatra VII. besiegt und im folgenden Jahr Alexandria eingenommen, wodurch Ägypten seine Selbstständigkeit verlor und als neue römische Provinz annektiert wurde. Der römische Kaiser formulierte zum Anlass des Talfestes für die Feiernden seine Wünsche an die Toten:

„Mögest du hervorkommen und eintreten in die Totenstadt von Theben, ohne dass dein Schritt auf ihrem Friedhof behindert wird. Mögest du im Gebiet des Westens von Theben stehen an jenem Tag der Wasserfahrt. Mögest du das Flussschiff Userhat mit seinem Schmuck erblicken. Der Gott der Götter ist allein in ihm. Mögest du das Geschrei der Flussmänner des Königs hören, wenn das Königsschiff den Fluss befährt. Mögest du in ihm den König von Oberägypten als Lotsen, den König von Unterägypten beim Führen seines Steuers sehen. Mögest du den König der Götter in seinem großen Geheimnis, den Vater der Götter in seiner herrlichen Gestalt erblicken. Mögest du im Tempel unter den Seligen zum Herrn der Götter gehen am Talfest.“

## Tod von Ramses III.
Ein Papyrus aus der Zeit von Ramses IV. schildert ausführlich einen Prozess, bei dem es um eine Palastintrige gegen Ramses III. ging. Die rückwirkenden Berichte über die Palastintrige sind entgegen der üblichen Verfahrensweise undatiert. Die Verbindung der Palastintrige mit dem Tod von Ramses III. im 32. Regierungsjahr ist in der Ägyptologie Inhalt kontroverser Diskussionen. Das Todesdatum 15. Schemu III (7. April) 1156 v. Chr. ist als sicher anzusehen, da es mehrfach belegt ist. Es fiel auf den ersten Feiertag des Opferfestes für die Gottheiten Amun-Re und Hapi. Den Anlass des Festaktes, der in der Nähe seines Totentempels begangen wurde, ließ Ramses III. auf einer Stele niederschreiben: Möge Amun-Re und Hapi dafür sorgen, damit es dem Nil nicht an Wasser mangele, die Herrlichkeiten der Duat zu verbergen. Einige Ägyptologen vermuteten dennoch die Feierlichkeiten des Talfestes als Zeitpunkt des Mordanschlages, da es das letzte protokollierte Fest in zeitgenössischen Quellen war.

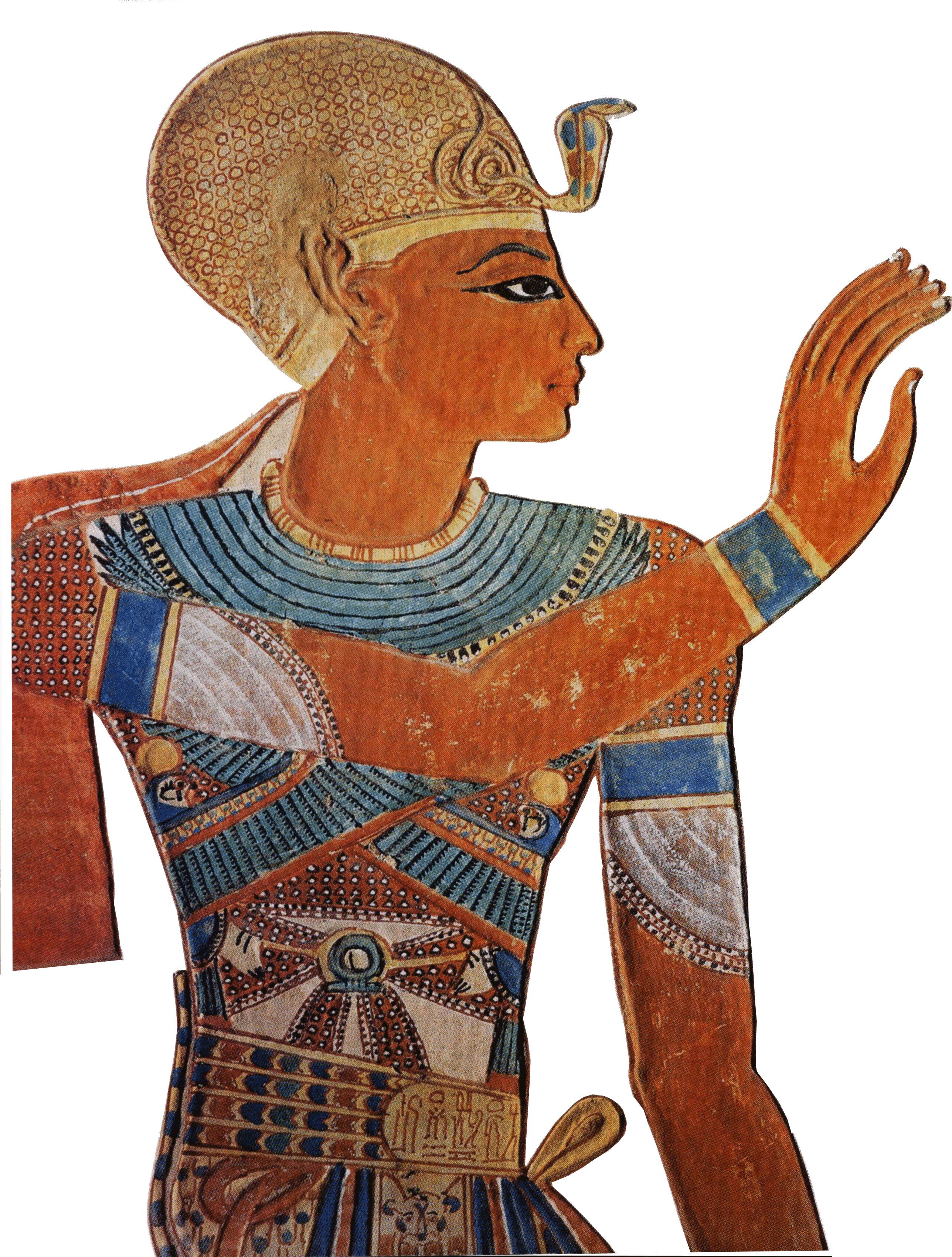
Darstellung des Ramses III.

Um einen Zusammenhang zum Talfest herstellen zu können, entwarfen James H. Breasted und Hans Goedicke die spekulative These, dass Ramses III. die Palastintrige 21 Tage schwer verletzt überlebt habe. Demnach wäre der Anschlag am 23./24. Schemu II passiert, was einen Talfesttermin um den 21. Schemu II voraussetzt. Belege oder Hinweise für diese Annahme konnten weder Breasted noch Goedicke nennen. Erik Hornung und Wolfgang Helck lehnen aufgrund der langen Zeitspanne zwischen Festbeginn und dem Tod von Ramses III. sowie wegen der fehlenden Hinweise die Theorie einer Talfest-Palastintrige im 32. Regierungsjahr ab.
Rolf Krauss, der sich ebenfalls mit den verschiedenen Annahmen beschäftigte, sieht die Möglichkeit eines Talfestzusammenhangs nur dann gegeben, falls das einen Monat zuvor stattfindende Minfest gemeinsam mit dem Talfest verschoben wurde. Das Minfest war wie das Talfest ebenfalls an den Mondkalender gebunden, weshalb eine Verschiebung unter diesen Umständen ausgeschlossen werden kann. Außerdem verweist Rolf Krauss auf den Inhalt eines Graffitos aus dem siebten Regierungsjahr von Ramses III. mit den dort für den 9. Schemu III. belegten Opfergaben an Amun-Re. Da sich im altägyptischen Mondkalender nach jeweils 25 Jahren die Monddaten wiederholen, muss im 32. Regierungsjahr von Ramses III., entgegen der Annahme von Breasted und Goedicke, der 9. Schemu III. erneut als Feiertag in Verbindung der Gottheit Amun-Re Bestandteil eines Festaktes gewesen sein.
Rolf Krauss bemerkt zur erwähnten Opfergabe des 9. Schemu III, dass in jenen Angaben des siebten Regierungsjahres das Talfest nicht erwähnt wird und es sich um ein anderes Fest handeln könne. Siegfried Schott sieht im 9. Schemu III (9. Epiphi) das Datum des Krönungsfestes von Amenophis I. in Deir el-Medina, das 1181 v. Chr. und 1156 v. Chr. ebenfalls an diesem Tag begann.
| Talfestdaten im Mondkalender zur Zeit von Ramses III. |                           |                |                       |
| Jahr                                                  | Quelle                    | Ägyp. Kalender | Datum                 |
| 31. Regierungsjahr                                    | Bürgerlicher Mondkalender | 21. Schemu II  | 14. März 1157 v. Chr. |
| 32. Regierungsjahr                                    | Bürgerlicher Mondkalender | 9. Schemu II   | 2. März 1156 v. Chr.  |